# چارخونه
چارخونه مجموعۀ تلویزیونی کمدی ایرانی محصول سال ۱۳۸۶ است که هر شب در ساعت ۲۲ از شبکه سه سیما پخش می‌شد.
این مجموعه به کارگردانی سروش صحت تولید و هر جمعه از شبکهٔ سه پخش می‌شد. «چارخونه» نخستین تجربۀ کارگردانی سروش صحت است و تهیه‌کنندگی آن را محسن چگینی بر عهده داشت.

## موضوع سریال
این سریال داستان زوج میانسالی به نام منصور جمالی (حمید لولایی) و شکوه (مریم امیرجلالی) است که با دو دختر و دامادشان در مجتمعی آپارتمانی زندگی می‌کنند. از قسمت‌ ۲۲ (دقیقه ۳۸) با ورود شنبه (سیدجواد رضویان) (کارگر مظلوم افغان) و ماندگار شدن او در چهارخانه داستان روند جذاب‌تری را به خود می‌گیرد٫ طوری که مشخص می‌شود که حامد (رضا شفیعی‌جم) داماد بزرگ خانواده نیز هم ولایتی شنبه بوده و نام واقعی او چهارشنبه است، و توانسته با به قول خود «نیرنگ» خانوادۀ جمالی را گول‌زده و با دختر بزرگ‌تر آن‌ها ازدواج کند تا صاحب یکی از چهار واحد آپارتمانی که داستان در آن روایت می‌شود گردد. پس از این در هر قسمت اتفاق تازه‌ای رخ می‌دهد که ماجرای همان قسمت از برنامه به صورت طنز و کمدی بیان می‌شود.

## بازیگران
- حمید لولایی در نقش منصور جمالی
- مریم امیرجلالی در نقش شکوه
- رضا شفیعی‌جم در نقش حامد یا چهارشنبه (همسر رعنا و برادر هنگامه)
- سید جواد رضویان در نقش شنبه (همسر هنگامه)
- سحر ولدبیگی در نقش هنگامه (خواهر حامد و همسر شنبه)
- فلامک جنیدی در نقش رعنا (دختر بزرگ منصور و همسر حامد)
- بهنوش بختیاری در نقش پرستو (دختر کوچک منصور و همسر فرزاد)
- اردلان شجاع‌کاوه در نقش فرزاد (همسر پرستو)
- محمد شیری در نقش فرخ (پدر فرزاد، پدرشوهر پرستو)
- اصغر حیدری در نقش مرادی (همکار منصور)
- رضا کریمی
- محمد امیری‌مهر
- فرهاد پورگرجانی
- وحید مهین دوست
- حمید مهین دوست

## جوایز و نامزدها
| ۱۳٨٨ | یازدهمین دوره جشن حافظ |                                  |                 |          |
| ۱۳٨٨ | یازدهمین دوره جشن حافظ | بهترین بازیگر مرد کمدی تلویزیونی | اردلان شجاع‌کاوه | برنده    |
| ۱۳٨٨ | یازدهمین دوره جشن حافظ | بهترین بازیگر زن کمدی تلویزیونی  | فلامک جنیدی     | نامزدشده |
| ۱۳٨٨ | یازدهمین دوره جشن حافظ | بهترین بازیگر زن کمدی تلویزیونی  | بهنوش بختیاری   | نامزدشده |

## بازیگران مهمان
- بیژن بنفشه‌خواه
- علی انصاریان
- حسین کاظمی
- شهین تسلیمی
- مجید شهریاری
- علیرضا ناظر فصیحی
- سیدجلال طباطبایی
- نوشین خانی
- ساناز ناصری
- بهروز خوش فطرت
- حمیدرضا نیک‌نبرد
- جواد عابدی

## واکنش‌ها
مجموعۀ چارخونه به دلیل استفاده از شخصیت‌های معمولی به نظر افغانی، موجب واکنش سفارت افغانستان در این زمینه شد. در واکنشی دیگر، در یادداشتی که به روزنامۀ جام‌جم ارسال شد چنین می‌آید:
بسیار رنجبار است که کسی لهجه‌ات، این رکن مهم هویتت را به سخره بگیرد؛ و رنجبارتر این است که لهجه‌ای نازیبا و ناخوشایند را به تو نسبت دهند و آن را به نام تو به سخره بگیرند؛ و این رنجی است مضاعف.

ما مهاجران افغان در ایران، هر شب با دیدن مجموعۀ طنز «چهارخانه» چنین رنجی را متحمل می‌شویم. البته ما مردم، فرزند رنجیم و با آن بزرگ شده‌ایم، ولی این بار، دشواری در این است که زبانمان را به سخره گرفته‌اند و زبان خانۀ حقیقت آدمی است.